# Vescomtat de Millau
El vescomtat de Millau fou una jurisdicció feudal d'Occitània que abraçava la regió de Millau o Milhau, amb capçalera a un poble anomenat també Millau a mig camí entre Albi (Albigès) i Mende, la capital del Gavaldà.

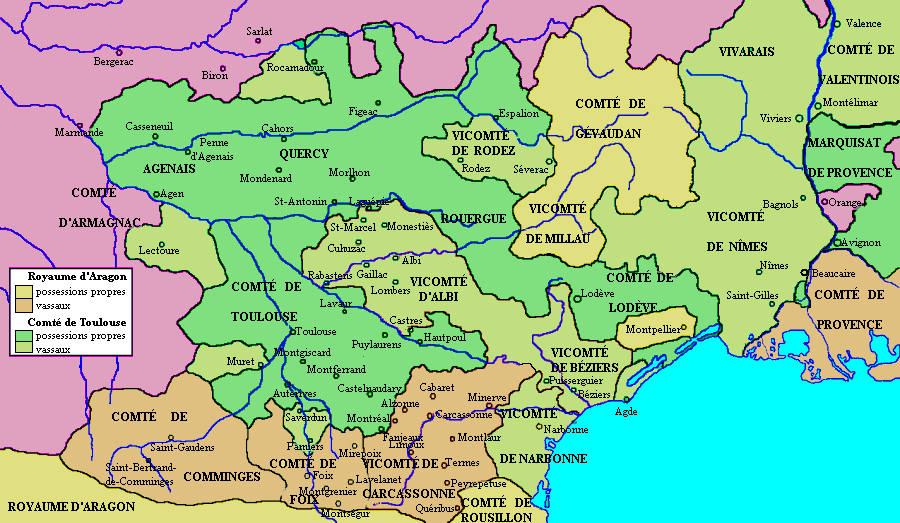
Mapa de les divisions territorials d'Occitània del segle XII i XIII.

El primer senyor de Millau fou Ricard cap al 900. El va succeir cap al 914 el seu fill Bernat que va morir després del 937 i es va casar amb Adelaida. Va governar també al Carlat o Carladès i ambdós territoris amb el títol de vescomte. El vescomtat de Millau va passar al seu fill Berenguer que encara era viu l'any 1000. El seu fill i successor fou Ricard I, casat amb Senegunda de Besiers i Agde (germana petita de Garsenda, l'hereva dels vescomtats) amb qui va tenir a Ricard II que va ser vescomte de Millau i vescomte de Gavaldà (1029) per herència del seu oncle Esteve. Es va casar amb Rixinda de Lodeva, filla del vescomte Berenguer I de Narbona i va morir el 1050 succeint-lo el seu fill Berenguer II, que pel seu matrimoni amb Adela, hereva del vescomtat de Carlat i del vescomtat de Lodeva, va adjuntar aquestos territoris al seu patrimoni. El seu fill i successor fou Gilbert que es va casar amb la comtessa Gerberga I de Provença. Aquest matrimoni no va deixar fills mascles i la successió va recaure en la filla Dolça I de Provença, que es va casar amb Ramon Berenguer III de Barcelona i des d'aquell moment va quedar unit a Provença junt amb l'ara Comtat de Gavaldà i part del Carlat (El vescomtat de Lodeva va quedar unit a l'altra meitat del Carlat en mans dels vescomtes de Rodés). A començaments del segle XIII va caure en mans dels croats de Simó de Montfort i ja no es va poder recuperar de les seves mans. El 1226 Amalric de Montfort va cedir el vescomtat a la corona francesa. El 1229, en els termes de l'acord amb el comte de Tolosa Ramon, el vescomtat li fou conferit en feu, però a la mort del comte la seva filla Joana estava casada amb el futur rei de França i Jaume I va renunciar al vescomtat en el Tractat de Corbeil del 16 de juliol de 1258

## Llista de vescomtes de Millau
- Ricard de Millau, senyor al Millau c. 900-914
- Bernat 914-937
- Berenguer I 937-1000
- Ricard I 1000-?
- Ricard II ?-1050 (vescomte de Gavaldà)
- Berenguer II 1050-1097 (vescomte de Gavaldà, Carlat i Lodeva)
- Gilbert 1097- 1111 (comte de Gavaldà, de Carlat i Lodeva)
- Dolça I 1111-1113 (comtessa de Gavaldà i vescomtessa de Carlat i Lodeva)
- Ramon Berenguer I (III de Barcelona) 1112-1131 (comte de Provença)
- Berenguer Ramon 1131-1144 (comte de Provença)
- Ramon Berenguer II 1144-1166 (comte de Provença)
- Dolça II 1166-1167 (comte de Provença)
- Alfons I (Alfons II d'Aragó) 11167-1168 (rei d'Aragó i comte de Provença)
- Ramon Berenguer III 1168-1181
- Sanç 1181-1185
- Alfons II 1185-1209
- Ramon Berenguer IV o V 1209
- Simó de Montfort 1209-1218
- Amalric de Montfort 1218-1226
- a la corona francesa 1226-1229
- Ramon (VII de Tolosa) 1229-1241
- Joana 1241-1271
- renunciat per Jaume I el 16 de juliol de 1258
- A la corona francesa el 1271